# Hydroptila zeus
Hydroptila zeus is een schietmot uit de familie Hydroptilidae. De soort komt voor in het Oriëntaals gebied.